# Procuraduría General de la Nación (Colombia)
La Procuraduría General de la Nación en Colombia es una entidad que se encarga de investigar, sancionar, intervenir y prevenir las irregularidades cometidas por los gobernantes, los funcionarios públicos, los particulares que ejercen funciones públicas y las agencias del Estado Colombiano. Es el órgano director del Ministerio Público y está a cargo de garantizar los derechos colectivos de la ciudadanía, actuando en representación de la sociedad civil.
Esta institución es bastante sui generis, ya que en las democracias modernas es la Fiscalía o la Defensoría del Pueblo la que asume sus competencias. Pese a la creación de la Fiscalía General de la Nación (1991) y la Defensoría del Pueblo (1992), la Procuraduría (fundada en 1830 y de inspiración monárquica) ha seguido coexistiendo con estas. 
La entidad está encabezada por el procurador general de la Nación.

## Historia
La figura del procurador general de la Nación aparece por primera vez durante el Congreso de Angostura. Sin embargo, la institución de la Procuraduría General solo se estableció formalmente en la Constitución de 1830.
Han ocupado el cargo de procurador general personas como Alejandro Ordóñez Maldonado, Edgardo Maya Villazón, Jaime Bernal Cuéllar, Orlando Vásquez Velásquez, Alfonso Gómez Méndez, Carlos Gustavo Arrieta Padilla, Carlos Mauro Hoyos, Carlos Jiménez Gómez, Mario Aramburo Restrepo.

## Facultades
Las facultades atribuidas a la Procuraduría General de la Nación se amparan en los artículos 275, 276, 277, 278, 279, 280, 281, 282, 283 y 284 de la Constitución de 1991, y sus funciones están reguladas por el Código General Disciplinario (Ley 1952 de 2019).
También existen disposiciones varias en otros cuerpos normativos en cuanto a las funciones y atribuciones de la Procuraduría. Es así como el título III del Código de Procedimiento Penal, el Título IV del Código General del Proceso y el título X del Código de Procedimiento Administrativo, todos tratan del "Ministerio Público".

## Elección
El procurador general de la Nación es elegido por el Senado para un periodo de cuatro años a partir de una terna integrada por candidatos postulados por el presidente de la República, la Corte Suprema de Justicia y el Consejo de Estado. Anteriormente existía la posibilidad de ser reelegido de manera indefinida, sobre lo cual existía cierta controversia. Sin embargo dicha posibilidad fue eliminada tras la reforma constitucional consagrada en el acto legislativo 02 de 2015. Actualmente el procurador solo puede ejercer su puesto durante un periodo de cuatro años sin la posibilidad de ser reelegido, dando así la posibilidad de un constante cambio en la procuraduría general de la nación.

## Dependencias
La Procuraduría General, la Defensoría del Pueblo y las Personerías conforman el Ministerio Público, cuya principal función es la de vigilar el cumplimiento de la Constitución, las leyes, las decisiones judiciales y los actos administrativos por parte de los servidores públicos, para defender los derechos colectivos y los intereses de la sociedad civil. Los agentes del Ministerio Público tienen las mismas calidades, categoría, remuneración, derechos y prestaciones de los magistrados y jueces de mayor jerarquía ante quienes ejercen sus cargos. Para el cumplimiento de sus funciones la Procuraduría tiene atribuciones de Policía Judicial.

### Defensoría del Pueblo
La Defensoría del Pueblo creada por la Constitución de Colombia de 1991, es uno de los organismos de control del Estado Colombiano. Su función es garantizar, promover, divulgar, defender, amparar y proteger los derechos humanos dentro del Estado social de derecho, "democrático, participativo y pluralista", así como la divulgación y promoción del Derecho Internacional Humanitario. Administrativamente, la Defensoría depende de la Procuraduría General de la Nación. El Defensor del Pueblo es elegido cada cuatro años por la Cámara de Representantes a partir de una terna enviada por el Presidente de la República. La creación de la Defensoría del Pueblo fue inspirada por la institución sueca del Ombudsman, antigua palabra escandinava que significa "representante del pueblo". La defensoría del pueblo recibe quejas acerca de la inconformidad de los ciudadanos.
De este modo, la Defensoría del Pueblo mantendrá el tipo de elección pero independencia frente al Ministerio Público.

### Personerías
Las personerías municipales y las personerías distritales son las entidades encargadas de ejercer el control administrativo en los municipios. Les corresponde la guarda y promoción de los derechos humanos, la protección del interés público.

## Sedes
Aparte de su Sede central ubicada en Bogotá, D.C. La Procuraduría General de la Nación tiene 32 sedes regionales correspondientes al número actual de departamentos de Colombia.
Además, cuenta con un número importante de sedes provinciales, las cuales está ubicadas en los siguientes municipios:
- Amagá
- Andes
- Apartadó
- Armenia
- Barrancabermeja
- Bucaramanga
- Buenaventura
- Buga
- Cali
- Carmen de Bolívar
- Cartagena
- Cartago
- Chaparral
- Chiquinquirá
- Cúcuta
- El Banco
- Facatativá
- Fusagasugá
- Garzón
- Girardot
- Guateque
- Honda
- Ibagué
- Ipiales
- Magangué
- Manizales
- Montería
- Neiva
- Ocaña
- Pasto
- Pereira
- Popayán
- Puerto Berrío
- Rionegro
- San Gil
- Santa Fe de Antioquia
- Santa Marta
- Santa Rosa de Viterbo
- Santander de Quilichao
- Sincelejo
- Sogamoso
- Tumaco
- Tunja
- Valle de Aburrá
- Valledupar
- Vélez
- Villavicencio
- Yarumal
- Zipaquirá

## Procuradores
| Procurador                  | Periodo   |
| --------------------------- | --------- |
| Mario Aramburo Restrepo     | 1967-1970 |
| Jesús Bernal Pinzón         | 1971-1974 |
| Jaime Serrano Rueda         | 1974-1978 |
| Guillermo González Charry   | 1978-1982 |
| Carlos Jiménez Gómez        | 1982-1986 |
| Carlos Mauro Hoyos Jiménez  | 1986-1988 |
| Horacio Serpa Uribe         | 1988-1989 |
| Alfonso Gómez Méndez        | 1989-1990 |
| Carlos Gustavo Arrieta      | 1990-1994 |
| Orlando Vásquez Velásquez   | 1994-1996 |
| Jaime Bernal Cuéllar        | 1997-2001 |
| Edgardo Maya Villazón       | 2001-2009 |
| Alejandro Ordóñez Maldonado | 2009-2016 |
| Fernando Carrillo Flórez    | 2017-2021 |
| Margarita Cabello Blanco    | 2021-2025 |
| Gregorio Eljach             | 2025-2029 |